# Confederación Argentina de Atletismo
Die Confederación Argentina de Atletismo kurz CADA ist der argentinische Leichtathletikverband. Die CADA wurde am 24. September 1954 gegründet. Sie ist Teil des Kontinentalverbands Confederación Sudamericana de Atletismo.

## Geschichte
Die CADA ersetzte die Federación Atlética Argentina, die am 4. Juli 1919 gegründet wurde. Letztere folgte auf die Fundación Pedestre Argentina, die am 13. Februar 1911 gegründet wurde und Gründungsmitglied des CONSUDATLE am 24. Mai 1918 in Buenos Aires war.